# Reynoldsia tahitensis
Reynoldsia tahitensis là một loài thực vật có hoa trong Họ Cuồng cuồng. Loài này được Nadeaud miêu tả khoa học đầu tiên năm 1873.